# Darkwell
Darkwell es el nombre de una banda de metal gótico de Innsbruck, Austria. Formada en 1999 por el bajista Roland Wurzer y el guitarrista Roman Wiencke, quien abandonaría la agrupación años después.
El estilo es ligero y comercial, con mezcla de metal industrial y el gótico. En las melodías las guitarras se escuchan muy distortcionadas con un sonido convencional y un bajo muy acentuado. La batería es agresiva y dinámica, y el teclado otorga una atmósfera de oscuridad. 
Su éxito más inmediato ha sido a nivel europeo, sobre todo en los países de habla germánica.

## Historia

### Primeros discos
En 1999 Darkwell firmó un contrato con el sello austriaco Napalm Records y en marzo de 2000 empezaron la grabación de su debut “Suspiria”. Consiguieron mezclar la frágil pero poderosa voz de la cantante con guitarras robustas y fuertes sonidos de bajo. 
Poco después de entrar al estudio iniciaron una gira con los compañeros de discográfica Tristania y The Sins of Thy Beloved. Esta gira terminó con éxito: el festival Wave Gothic Meeting les contrató incluso antes de publicar su primer disco, seguido de muchos conciertos y una gira con Graveworm y Vintersorg 
En el año 2002 Darkwell compuso el MCD “Conflict of interest”. Una vez más unieron las características de un sonido oscuro con la angelical y femenina voz (aunque algo limitada) de Alexandra Pittracher. 
El disco contiene una expresiva versión de un tema muy triste de Tanita Tikarams llamado “Twist in my sobriety” y vendió más de lo que se esperaba. Debido a todo esto se hizo una gira junto a Ashes You Leavy, otra como cabezas de cartel en los Países Bajos además de actuaciones en festivales como Eurorock, Skeleton Bash y 666-Festival.

### Cambio de vocalista
En 2003 la cantante Pittracher dejó la banda por motivos musicales y personales, por lo que empezaron la búsqueda de una nueva vocalista. Pronto descubrieron a la alemana Stephanie Meier, enfatizando aún más la propuesta musical independiente de Darkwell. Su expresiva y poderosa voz aclarará el pasado, presente y futuro de Darkwell. Después de unos pocos ensayos Stephanie tuvo su debut en directo en el Wave Gothic Meeting. 
Ella maravilló al público con su enérgico directo y cautivó a todo el mundo en el Summer Breeze 2003.

### Su último trabajo
El último disco de Darkwell a la fecha, “Metatron” (2004) es muy diverso y contrastante. La fuerte y femenina voz centra las aplastantes composiciones y esto se reafirma con guitarras roqueras, bajo y el provocador sonido de la batería.
“Metatron” es un homenaje a la magia femenina del metal gótico. Darkwell posteriormente ha permanecido en un largo silencio sin mayor justificación. Su página web oficial fue cancelada sin previo aviso, por lo que se desconoce su situación actual.

## Miembros

### Actuales
- Mathias Nussbaum - guitarra
- Moritz Neuner - batería
- Raphael Lepuschitz - teclaods
- Roland Wurzer - bajo
- Stephanie Luzie (Meier) - vocales

### Miembros originales
- Roland Wurzer - bajo
- Roman Wiencke - guitar

### Miembros anteriores
- Alexandra Pittracher - vocales
- Christian Filip - Teclados
- Roman Wiencke - guitarra

## Discografía

### Álbumes
- 2000 - Suspiria
- 2004 - Metatron (estilizado Metat[r]on)
- 2016 - Moloch

### EP y sencillos
- 2002 - Conflict of Interest (EP)
- 2004 - Strange (Sencillo)

### Videos
- "TSC II The Salvation (Live)" (2002)
- "Realm of Darkness (Live)" (2002)
- "The Crucible" (2003)
- "Fate Prisoner" (2004)
- "Fate Prisoner (Live)" (2004)
- "Moloch" (2017)
- "Yoshiwara" (2017)

- "Fate Prisoner" (2004) at Napalm Records (WMV)

- Datos: Q699358